# Kristel Köbrich
Kristel Arianne Köbrich Schimpl (Santiago, 9 d'agost de 1985) és una nedadora xilena. La seva especialitat són les proves de fons, 800 i 1500 metres lliure, on ha obtingut importants assoliments internacionals.
Ha destacat com la principal exponent en la seva disciplina tant a Xile com en la resta de Sud-amèrica, aconseguint bones participacions en Jocs Olímpics, campionats mundials, Jocs Odesur, Jocs Panamericans i Sud-americans de natació, a més de competències nacionals.

## Trajectòria

### 2003-2006
Als Jocs Panamericans de 2003 a Santo Domingo, va fer història en ser la primera nedadora xilena a aconseguir una medalla en un campionat de tal envergadura, després de sortir tercera en els 800 metres lliures amb una marca de 8:43,90.
Llavors, als Jocs Olímpics d'Atenes 2004 va quedar en la quinzena posició en la mateixa prova, marcant 8:40,41, aconseguint la ubicació més destacada d'una nedadora xilena en uns Jocs Olímpics. A més, va ser la banderera olímpica de Xile en la cerimònia d'obertura d'aquests Jocs.

### 2007-2009

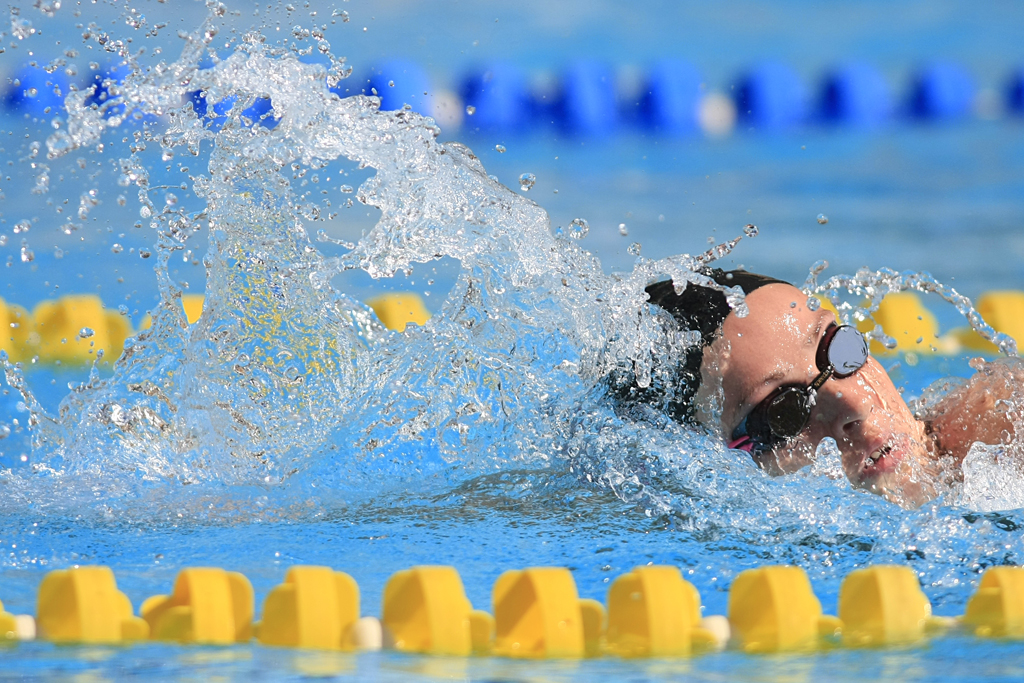
Köbrich competint a Rio de Janeiro el 2009.

D'altra banda, en el Campionat Mundial de Natació de 2007, va ser la primera nedadora xilena que va aconseguir entrar a una final d'un mundial, classificant en el vuitè lloc amb un temps de 16:22,18, trencant el rècord sud-americà que ella mateixa ostentava. En tant, en la final va quedar en la setena posició fent un temps de 16:27,13, quedant per sobre de la francesa Laure Manaudou. Amb això, es va convertir en la nedadora xilena que aconsegueix arribar més alt en un campionat mundial, perquè va classificar a la final i va quedar setena en la mateixa.
En 2008 va participar dels Jocs Olímpics de Pequín, en els 800 metres lliures i en 10 km aigües obertes, competències en les quals no va tenir bons resultats.
En el Mundial de Natació 2009, va aconseguir un lloc històric per a Xile i es va posicionar en el 4t. lloc en 1500 metres. Amb un temps de 15:57,57, va aconseguir el nou rècord nacional i sud-americà.
Va ser guardonada amb el «Premi al millor esportista de Xile» al desembre de 2009 pel Cercle de Periodistes Esportius de Xile.

### 2010-2012
En la novena edició dels Jocs Sud-americans, realitzats al març de 2010 en Medellín, Colòmbia, va obtenir un total de 3 medalles, una d'or i dos de plata.
El 28 d'agost de 2010, Kristel Köbrich va establir un nou rècord sud-americà en els 1500 metres lliure, en el torneig Interfederativo de Argentina, disputat en Còrdova, en una piscina de 25 metres. La nedadora va guanyar amb 15'53"81, temps que va deixar enrere el seu anterior màxim registre de la distància, amb una marca de 16:02,11, realitzada en 2005.
Va tenir una destacada participació en els Jocs Panamericans de 2011, celebrats en Guadalajara, Mèxic. En els 400 metres lliure, prova que no és la seva especialitat, va aconseguir medalla de bronze. El 19 d'octubre va guanyar la primera medalla d'or per a Xile en la història de la natació xilena en uns Jocs Panamericans i a més la primera medalla d'or en aquests jocs per a la delegació xilena, en els 800 metres lliure.
No va tenir una bona actuació en els Jocs Olímpics, després d'acabar catorzena en els 800 metres lliures, amb un temps de 8:28,88, sense aconseguir avançar a la final.

### 2013-
El juliol de 2013, Köbrich torna a brillar a nivell mundial, en classificar a la final dels 1500 metres lliures del Campionat Mundial de Natació de 2013, amb un temps de 15:54,30, batent de pas el rècord sud-americà de l'especialitat. Lamentablement, en la final no va poder ratificar la seva gran actuació del dia anterior en finalitzar sisena, amb un temps inferior al registrat en les classificatòries.
En novembre disputa els Jocs Bolivarians de 2013 en Trujillo, Perú, obtenint un bronze en 400m combinat, dues plates (400m i 800m lliures) i un or en 1500m lliures. A més, aconsegueix arribar a la final en altres tres proves.
Al març de l'any següent va participar en els Jocs Sud-americans de Santiago 2014, on va obtenir cinc medalles: una de bronze, en els 3 km de relleus mixts, dos de plata, en 400 i 800 metres, i dos d'or, en els 1500 metres lliures i en els 10 quilòmetres en aigües obertes.

## Marques personals
Les millors marques personals de Köbrich registrades per la FINA són:

### Piscina llarga
| Prova          | Temps    | Competició                      | Data                 | Notes  |
| -------------- | -------- | ------------------------------- | -------------------- | ------ |
| 200 m lliures  | 2:04,24  | XXII Canet International Meet   | 6 de juny de 2012    | RN     |
| 400 m lliures  | 4:11,32  | 2012 Indianapolis Grand Prix    | 29 de març de 2012   | RN     |
| 800 m lliures  | 8:26,75  | XV Campionat Mundial de Natació | 28 de juliol de 2013 | RN     |
| 1500 m lliures | 15:54,30 | XV Campionat Mundial de Natació | 28 de juliol de 2013 | RS, RN |

### Piscina curta
| Prova          | Temps    | Competició                                      | Data                   | Notes  |
| -------------- | -------- | ----------------------------------------------- | ---------------------- | ------ |
| 200 m lliures  | 1:59,53  | X Campionat Mundial de Natació en Piscina Curta | 15 de desembre de 2010 | RN     |
| 400 m lliures  | 4:02,67  | Copa Mundial de Natació de 2009                 | 14 de novembre de 2009 | RS, RN |
| 800 m lliures  | 8:08,02  | Copa Mundial de Natació de 2009                 | 14 de novembre de 2009 | RS, RN |
| 1500 m lliures | 15:51,44 | 10 de maig de 2010                              | RS, RN                 |        |